# Antonella Palmisano
Antonella Palmisano (født 6. august 1991) er en italiensk atlet , der konkurrerer i kapgang. Hun repræsenterede sit land under verdensmesterskaberne i atletik 2015 i Beijing, hvor hun blev nummer 5 i 20 kilometer-løbet.
Hun blev olympisk mester ved 20 kilometer kapgang ved sommer-OL 2020 i Tokyo.